# (816) Juliana
(816) Juliana est un astéroïde de la ceinture principale découvert le 8 février 1916 par l'astronome allemand Max Wolf. Sa désignation provisoire était 1916 YV.